# Julian Kawalec
Julian Kawalec (ur. 11 października 1916 we Wrzawach, zm. 30 września 2014 w Krakowie) – polski prozaik, publicysta i poeta, członek Rady Krajowej PRON w 1983 roku.

## Życiorys
Urodził się we wsi Wrzawy niedaleko Sandomierza, w rodzinie małorolnych chłopów Józefa i Stanisławy z domu Bobek. Po ukończeniu pięciu klas wiejskiej szkoły powszechnej rozpoczął naukę w ośmioklasowym Gimnazjum Humanistycznym w Sandomierzu. Było to możliwe dzięki ogromnemu wysiłkowi rodziców oraz tzw. świadectwu ubóstwa, które uprawniało do zniżek w opłatach za naukę. W 1935, po zdaniu matury, rozpoczął studia polonistyczne na Uniwersytecie Jagiellońskim w Krakowie. W czasie nauki utrzymywał się, udzielając korepetycji z języka łacińskiego i niemieckiego. Związał się z ruchem ludowym. Należał do Polskiej Akademickiej Młodzieży Ludowej – PAML. W 1938 roku był członkiem zarządu tej organizacji.
Wojna zmusiła go do przerwania studiów. W czasie okupacji przebywał w rodzinnych stronach. Współpracował z ruchem oporu, organizował tajne nauczanie. Poszukiwany przez gestapo musiał się ukrywać.
Po wyzwoleniu terenów na wschód od Wisły, jesienią 1944 został skierowany przez kolegów z organizacji „Wieś” do pracy w Polskiej Agencji Prasowej „Pol-Pres” w Lublinie, gdzie pełnił funkcję korespondenta wojennego.
Jesienią 1945 wrócił do Krakowa z zamiarem kontynuowania przerwanych studiów. W 1946 rozpoczął pracę dziennikarską w prasie krakowskiej, a następnie w Polskim Radiu. Ukończył studia, uzyskując absolutorium na Wydziale Polonistyki Uniwersytetu Jagiellońskiego.
Pracę literacką rozpoczął tomikiem opowiadań Ścieżki wśród ulic (z ilustracjami Józefa Wilkonia; Państwowe Wydawnictwo Literatury Dziecięcej „Nasza Księgarnia”, Warszawa 1957). Wydał 22 książki, zbiory opowiadań oraz dwa tomiki poezji. Przetłumaczono je na ponad 20 języków. Najwięcej tłumaczeń miały powieści: Ziemi przypisany, W słońcu, Tańczący jastrząb, Wezwanie, Przepłyniesz rzekę, Szara aureola. W powieści biograficznej W gąszczu bram zamieścił m.in. wspomnienia z okresu nauki w sandomierskim Gimnazjum. W 1999 wydał Harfę Gorców. Na podstawie powieści powstały filmy, sztuki teatralne i liczne słuchowiska radiowe.
Należał do Związku Literatów Polskich (od roku 1960) oraz międzynarodowej organizacji pisarzy PEN-Club i Stowarzyszenia Kultury Europejskiej (SEC). W latach 1986–1989 był członkiem Ogólnopolskiego Komitetu Grunwaldzkiego. 
Zmarł 30 września 2014, pochowany na cmentarzu Rakowickim Wojskowym przy ul. Prandoty w Krakowie (kwatera 7 WOJ-płd-11).

## Twórczość

### Powieści
- Ziemi przypisany (1962)
- W słońcu (1963)
- Tańczący jastrząb (1964)
- Zagubiony (w odcinkach 1963–64)
- Szukam domu (1968)
- Wezwanie (1968)
- Przepłyniesz rzekę (1973)
- Oset (1977)
- Szara aureola (1973)
- Ukraść brata (1982)
- W gąszczu bram (1989)
- Harfa Gorców (1999)

### Zbiory opowiadań
- Ścieżki wśród ulic (1957)
- Blizny (1960)
- Zwalony wiąz (1962)
- Czarne światło (1965)
- Marsz weselny (1966)
- Opowiadania wybrane (1968)
- Wielki festyn (1974)
- Pierwszy białoręki (1979)
- Nie będzie czasu na strach (1980)
- Panie koniu... (1986) – fragmenty powieści i opowiadań
- Gitara z rajskiej czereśni (1990)
- Imieniny (1996)

### Wiersze
- Kochany smutek (1992)
- Te dni moje (1994)

### Sztuki
- Akt oskarżenia (1965) – współautor: R. Smożewski
- Przyjdzie taki dzień (1964) – utwór dramatyczny

### Inne utwory
- Pochwała rąk (1969) – reportaże i szkice
- Dom (1996) – miniatura prozatorska
- Czerwonym szlakiem na Turbacz (2009) – wybór utworów związanych z Gorcami, zawierający m.in. powieść Harfa Gorców[5]

### Ekranizacje
- Głos ma prokurator (1965) – na podstawie powieści Ziemi przypisany, scenariusz i reżyseria Włodzimierz Haupe
- Wezwanie (1971) – scenariusz i reżyseria Wojciech Solarz
- Przepłyniesz rzekę (1976) – reżyseria Tadeusz Kijański
- Tańczący jastrząb (1977) – scenariusz i reżyseria Grzegorz Królikiewicz
- Piętno (1983) – na podstawie powieści Szara aureola, scenariusz i reżyseria Ryszard Czekała

## Ordery i odznaczenia
- Order Sztandaru Pracy I klasy (1976)[6]
- Krzyż Komandorski z Gwiazdą Orderu Odrodzenia Polski (22 maja 2000)[7]
- Krzyż Komandorski Orderu Odrodzenia Polski (1986)[8][6]
- Krzyż Oficerski Orderu Odrodzenia Polski (1964)
- Krzyż Kawalerski Orderu Odrodzenia Polski
- Medal 40-lecia Polski Ludowej[9]
- Złoty Medal „Zasłużony Kulturze Gloria Artis” (30 czerwca 2009)[10][11]
- Order Ecce Homo (1999)[12]
- Odznaka tytułu honorowego „Zasłużony dla Kultury Narodowej” (1986)[13]
- Medal 90-lecia Stowarzyszenia Autorów ZAiKS (2009)[14]

## Nagrody i wyróżnienia
- Nagroda Państwowa I i II stopnia (1976, 1986)
- Nagroda Ministra Kultury i Sztuki (1967)
- Nagroda Czytelników „Złoty Kłos” (1968, 1971, 1973 i 1978)[8]
- Nagroda Trybuny Ludu (1979)[15]
- Nagroda im. Ludwika Waryńskiego za powieści Ukraść brata i Oset w 1985 opublikowane łącznie przez Wydawnictwo Literackie (1986)[16]